# Коридон (Индијана)
Коридон (енгл. Corydon) град је у америчкој савезној држави Индијана.

## Демографија
По попису из 2010. године број становника је 3.122, што је 407 (15,0%) становника више него 2000. године.
| Група             | 2000.         | 2010.         |
| Белци             | 2.614 (96,3%) | 2.972 (95,2%) |
| Афроамериканци    | 31 (1,1%)     | 22 (0,7%)     |
| Азијати           | 3 (0,1%)      | 5 (0,2%)      |
| Хиспаноамериканци | 51 (1,9%)     | 82 (2,6%)     |
| Укупно            | 2.715         | 3.122         |